# Берёзовка (Бурлинский район)
Берёзовка — упразднённое в 1962 году село в Бурлинском районе Алтайского края. Входило в состав Партизанского сельсовета.

## История
Основано в 1908 году.
В 1928 г. деревня Блудовка состояла из 65 хозяйств, входила в состав Котловановского сельсовета Ново-Алексеевского района Славгородского округа Сибирского края. С 1953 г. в составе Асямовского сельсовета.
Ликвидировано в 1962 г.

## Население
В 1928 году в посёлке проживало 330 человек (162 мужчины и 168 женщин), основное население — украинцы.

## Инфраструктура
Было развито сельское хозяйство. Действовала сельскохозяйственная артель «Красный боец». С 1950 г. отделение укрупненного колхоза «Победа». С 1957 г. отделение совхоза «Бурлинский».